# Eddie Borysewicz
Edward Borysewicz, appelé Eddie Borysewicz (né le 18 mars 1939 et mort le 17 novembre 2020 à Drezdenko), est un coureur cycliste et entraîneur. Né en Pologne, il y est coureur puis entraîneur. Il immigre aux États-Unis à l'occasion des Jeux olympiques d'été de 1976. Il y devient entraîneur de l'équipe nationale de 1977 à 1987. Sous sa direction, les coureurs américains obtiennent neuf médailles aux Jeux olympiques de Los Angeles en 1984. Un tiers des coureurs de l'équipe américaine, dont quatre médaillés, subissent à cette occasion des perfusions sanguines, pratique de dopage sanguin (en) non encore interdite à cette époque. En 1988, il crée une équipe amateur, sponsorisée par Montgomery Securities (en) à partir de 1988 et qui devient en 1996 l'équipe professionnelle US Postal. Lance Armstrong, membre de l'équipe de 1990 à 1992, y revient en 1997, après le départ de Borysewicz, et gagne avec elle sept Tours de France de 1999 à 2005, avant d'en être destituées pour dopage en 2012 par l'Union cycliste internationale.
Il est intronisé au Temple de la renommée du cyclisme américain en 1996.

## Biographie

### De la Pologne aux États-Unis
Edward Borysewicz naît en 1939 au nord-est de la Pologne, dans une région qui fait désormais partie de la Biélorussie. Après avoir pratiqué la course à pied, il passe au cyclisme et il est deux fois champion de Pologne junior. Il effectue son service militaire de deux ans, durant lequel il se voit refuser une place au sein du bataillon sportif parce que son père serait anti-communiste. En sortant de l'armée, une tuberculose lui est diagnostiquée à tort. Il reprend la compétition et parvient à remporter deux nouveaux championnats nationaux. Les effets du traitement contre la tuberculose ont toutefois dégradé sa santé, ce qui le contraint à arrêter la compétition. Il obtient un diplôme en éducation physique à l'université de Varsovie. Il revendique 30 titres de champion nationaux et internationaux remportés par les athlètes qu'il entraîne durant les années qui suivent, dont Mieczysław Nowicki, devenu plus tard ministre.
Il se rend aux Jeux olympiques de Montréal en 1976 comme assistant de l'équipe de Pologne. De là, il rejoint le New Jersey, aux États-Unis, pour voir des amis avec lesquels il avait couru pour la Pologne. Il y devient associé au North Jersey Bicycle Club. C'est avec le maillot de ce club qu'il rencontre dans un magasin de cycles Mike Fraysse (en), membre du conseil de direction de la fédération américaine de cyclisme. La fédération avait alors reçu des fonds pour le coaching et le soutien de sportifs à la suite d'une initiative du Président Jimmy Carter sur les sports consédérés comme dominés par les athlètes des pays communistes. Fraysse propose à Borysewicz d'apporter son expérience de l'école sportive polonaise. L'année suivante, la fédération engage Borysewicz, son premier entraîneur à plein temps. Ses athlètes, ne sachant prononcer son nom correctement, le surnomment « Eddie B ».

### Entraîneur national
Borysewicz ouvre un bureau au centre d'entraînement olympique de Squaw Valley, en Californie, qu'il trouve faiblement équipé. Pour pallier ses lacunes en anglais, il s'adjoint un traducteur, le fils d'un ami polonais également cycliste, âgé de douze ans. Il dispense ses enseignements à des coureurs expérimentés, tels que John Howard. D'après Peter Nye, « beaucoup de coureurs devenus soudainement d'anciens membres de l'équipe nationale critiquent ouvertement le nouvel entraîneur, affirmant qu'il ne comprenait pas la philosophie de coureurs américaine. La faiblesse de Borysewicz en anglais l'a aidé à ignorer une grande partie des
critiques lorsqu'il a introduit l'idée que ce qui compte en compétition est l'équipe, et non l'individu. »
Parmi les premiers coureurs entraînés par Borysewicz figure Greg LeMond, qu'il considère comme « un diamant, un diamant pur. » Durant cette année 1977, Sue Novara est vice-championne du monde de vitesse sur piste et Connie Carpenter vice-championne du monde sur route.
Les États-Unis boycottent les Jeux olympiques de Moscou en 1980. En 1984, l'URSS et la plupart des pays communistes boycottent à leur tour les Jeux de Los Angeles. En l'absence des cyclistes de ces pays, les coureurs américains obtiennent quatre médailles d'or, trois en argent et deux en bronze. Les États-Unis n'avaient plus remporté de médaille olympique en cyclisme depuis 1912.

### Dopage
Une enquête de la fédération américaine de cyclisme a établi en 1985 que huit des 24 coureurs composant l'équipe américaine avaient reçu des transfusions sanguines lors des Jeux olympiques de Los Angeles : Steve Hegg, Rebecca Twigg, Pat McDonough et Leonard Nitz, médaillés lors ces Jeux, ainsi que John Beckman, Mark Whitehead et Brent Emery. Danny Van Haute a également reçu une transfusion lors des qualifications américaines pour les Jeux. Les autres coureurs de l'équipe nationale ont décliné la proposition de recevoir une transfusion. Cette pratique de dopage sanguin (en), consistant à injecter à l'athlète son propre sang ou celui d'une personne du même groupe sanguin, afin d'accroître le nombre de globules rouges, n'est à ce moment pas interdite par le Comité international olympique, mais va à l'encontre des instructions de la fédération. Les transfusions ont été proposées aux athlètes par l'encadrement de l'équipe, avec à sa tête Eddie Borysewicz. Il reçoit une lettre de réprimande et une suspension de salaire d'un mois. Mike Fraysse, manager de l'équipe olympique, passe de premier à troisième vice-président de la fédération.

### Cyclisme professionnel
Eddie Borysewicz quitte son poste d'entraîneur de la sélection américaine en 1987, en partie à cause de désaccord avec les membres de son équipe. En 1988, il lance sa propre équipe amateur, sponsorisée par l'entreprise coréenne Sunkyong. Celle-ci ne prolonge pas son partenariat. Borysewicz convainc Thom Weisel (en), PDG de Montgomery Securities (en), de financer son équipe. Weisel est un passionné de cyclisme, courant en catégorie master, entraîné par Borysewicz, et qui rêve d'avoir une équipe disputant le Tour de France. L'équipe Montgomery-Avenir est lancée en 1989.
Après des changements de sponsor, cette équipe devient en 1996 l'équipe US Postal. En 1997, Eddie Borysewicz laisse la direction de l'équipe à Paul Sherwen, auquel Johan Bruyneel succède en 1999. Lance Armstrong reprend sa carrière professionnelle dans cette équipe en 1997, après avoir vaincu son cancer. Il remporte sept fois le Tour de France de 1999 à 2005.
Borysewicz revendique la découverte de Lance Armstrong, attribuée à Chris Carmichael, qui a été son entraîneur.
Resté entraîneur après son départ d'US Postal, il fait partie de l'encadrement de l'équipe Mercury en 2001. En 2008, il entraîne l'équipe de Pologne en vue des Jeux olympiques de Pékin.
En 2017, l'Académie royale du cyclisme de Cracovie lui décerne la récompense honorifique de « Roi du Vélo ».